# Dorota Budna

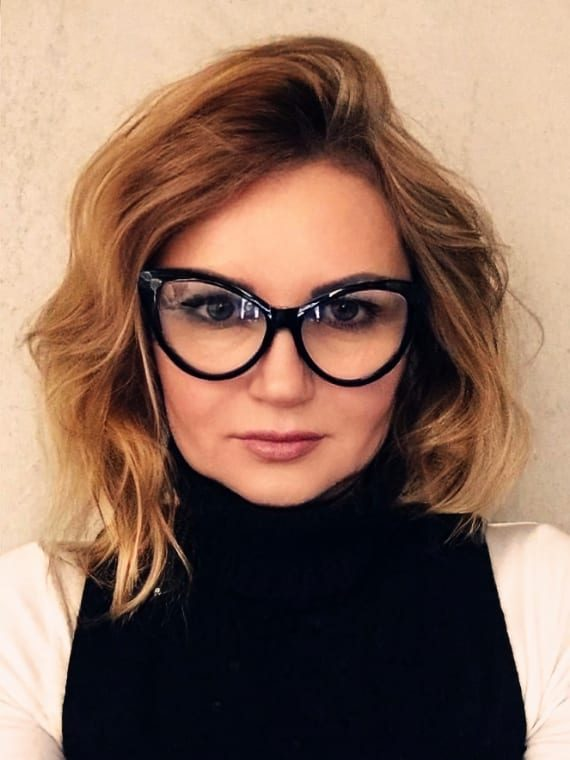
Dorota Budna, 2023

Dorota Budna (* 4. September 1969) ist eine polnische Kostümbildnerin, die in Berlin lebt und arbeitet.

## Leben und Karriere
Dorota Budna wuchs in Polen zur Zeit des Kommunismus auf und kreierte bereits als kleines Mädchen erste eigene Kostümentwürfe, um die von ihr als trist empfundene, hauptsächlich aus Brauntönen bestehende Kleiderauswahl etwas individueller zu gestalten. Hierfür färbte sie Laken bunt und nähte aus ihnen Kleidung, bemalte Sportschuhe oder fertigte aus Resten Schmuck an. Später studierte sie Kunst in Opole, wechselte Ende der 1990er Jahre in den Lehrgang Modedesign am renommierten Lette-Verein in Berlin und beendete ihre Ausbildung an der ifs Internationale Filmschule Köln im Bereich Kostümbild.
Ihre Laufbahn als Kostümbildnerin begann mit einer Assistenz für Maria Lucas und sie übernahm die Kostümleitung für das Musical Die Schöne und das Biest. Es folgte das Kostümbild für die Revue Fifty Fifty, ein Praktikum bei der dreifach für den Oscar nominierten Anna B. Sheppard während der Produktion von Oliver Twist und eine Assistenz von Oscar-Preisträgerin Ann Roth im Rahmen der Produktion Der Vorleser. Nach der Geburt ihrer beiden Kinder übernahm sie zusehends eigenverantwortlich Aufträge. Sie entwarf die Kostüme zu dem Genre-Film Urban Explorer in enger Zusammenarbeit mit dem Maskenbildner Waldemar Pokromski, beriet die Produktion The Captain of Nakara und gestaltete die Kostüme für Bruder vor Luder, dem ersten Film der Youtube-Stars Die Lochis, der von Constantin Film produziert wurde. Es folgten Arbeiten für das historische ZDF Dokudrama Kaisersturz von Christoph Röhl, für die von 20th Century Fox herausgebrachte Actionkomödie Plan B: Scheiss auf Plan A und die Kostüme für die Rammstein-Musikvideos Deutschland und Adieu. In den letzten Jahren entstand zudem eine enge Kooperation mit dem Regisseur Christian Alvart, in der Dorota Budna bei den Serien Sloborn, Ze Network und Oderbruch das Kostümbild gestaltete.
Neben ihrer Arbeit als Kostümbildnerin hat Dorota Budna zudem auch mehrere Filme koproduziert. So feierte das von ihr begleitete Jugenddrama Mavi Bisiklet seine Premiere im Generation Wettbewerb der Internationale Filmfestspiele Berlin 2016.
Dorota Budna ist seit 2005 mit dem Filmproduzenten Oliver Thau verheiratet. Die beiden haben eine Tochter und einen Sohn.

## Filmografie (Auswahl)
Kostümbild Film
- 2004: Salon Kitty – Ein Nazibordell und seiner Geschichte
- 2004: Not a Love Story
- 2011: Urban Explorer
- 2012: The Captain of Nakara
- 2015: Bruder vor Luder
- 2016: Plan B: Scheiss auf Plan A
- 2018: Kaisersturz
- 2018: Again – Noch Einmal
- 2020: Rohwedder – Einigkeit und Mord und Freiheit
- 2021: Heinrich Vogeler – Aus dem Leben eines Träumers[5]
- 2021: Sløborn (Staffel 1–3)
- 2022: Ze Network
- 2022: Oderbruch
- 2023: LUBI – Ein Polizist stürzt ab[6]

Kostümbild Musikvideo
- 2019: Rammstein – Deutschland
- 2022: Katja Krasavice x Fler – Million Dollar A$$[7]
- 2022: Sido x Topic42 – Mit Dir Remix[8]
- 2022: Rammstein – Adieu

Kostümbild Theater/Musical
- 2004: Fifty-Fifty – die Revue
- 2005 Die Schöne und das Biest

Produktionen
- 2010: Propios y extraños
- 2012: The Captain of Nakara
- 2016: Mavi Bisiklet

## Belege
1. ↑  Mauerblümchen und YouTube-Stars: Das steckt hinter den Kostümen von „Bruder vor Luder“! - dress-me-like.com. In: dress-me-like.com. (dress-me-like.com [abgerufen am 10. Februar 2017]).
2. ↑  IMDb Waldemar Pokromski
3. ↑  Fox Website (Memento des Originals vom 4. April 2019 im Internet Archive)  Info: Der Archivlink wurde automatisch eingesetzt und noch nicht geprüft. Bitte prüfe Original- und Archivlink gemäß Anleitung und entferne dann diesen Hinweis.
4. ↑  Vita papermoonfilms
5. ↑  Website Heinrich Vogeler (Film)
6. ↑  Eintrag Crew United
7. ↑   Video Youtube
8. ↑  Video Youtube

| Personendaten    | Personendaten             |
| ---------------- | ------------------------- |
| NAME             | Budna, Dorota             |
| KURZBESCHREIBUNG | polnische Kostümbildnerin |
| GEBURTSDATUM     | 4. September 1969         |